# Holorusia flavoides
Holorusia flavoides är en tvåvingeart som först beskrevs av Enrico Adelelmo Brunetti 1918.  Holorusia flavoides ingår i släktet Holorusia och familjen storharkrankar. Inga underarter finns listade i Catalogue of Life.